# Tadeusz Kisielewski
Tadeusz Antoni Kisielewski (ur. 1950, zm. 4 listopada 2018) – polski politolog, analityk stosunków międzynarodowych, publicysta historyczny, autor wielu książek o tematyce historycznej.

## Wykształcenie i kariera zawodowa
Absolwent Instytutu Nauk Politycznych Uniwersytetu Warszawskiego. Od 1979 pracował w Polskiej Akademii Nauk w Warszawie. W 1985 obronił w Instytucie Geografii i Przestrzennego Zagospodarowania pracę doktorską na temat monokulturowej gospodarki naftowej Libii. Pracował w Instytucie Nauk Politycznych Uniwersytetu Jagiellońskiego.
Jego głównymi zainteresowania badawczymi były geopolityka i geostrategia.
W kwietniu 2008 postawił hipotezę, że NKWD filmowało zbrodnię katyńską.
W swojej pracy zajmował się katastrofą lotniczą samolotu Liberator 4 lipca 1943 w Gibraltarze. W grudniu 2008 przedstawił teorię, według której samolot B-24 Liberator, na pokładzie którego znajdował się generał Władysław Sikorski, był pilotowany przez kanadyjskiego lotnika George’a F. „Screwballa” Beurlinga (a nie Eduarda Prchala), który umyślnie spowodował katastrofę lotniczą.

## Ważniejsze publikacje

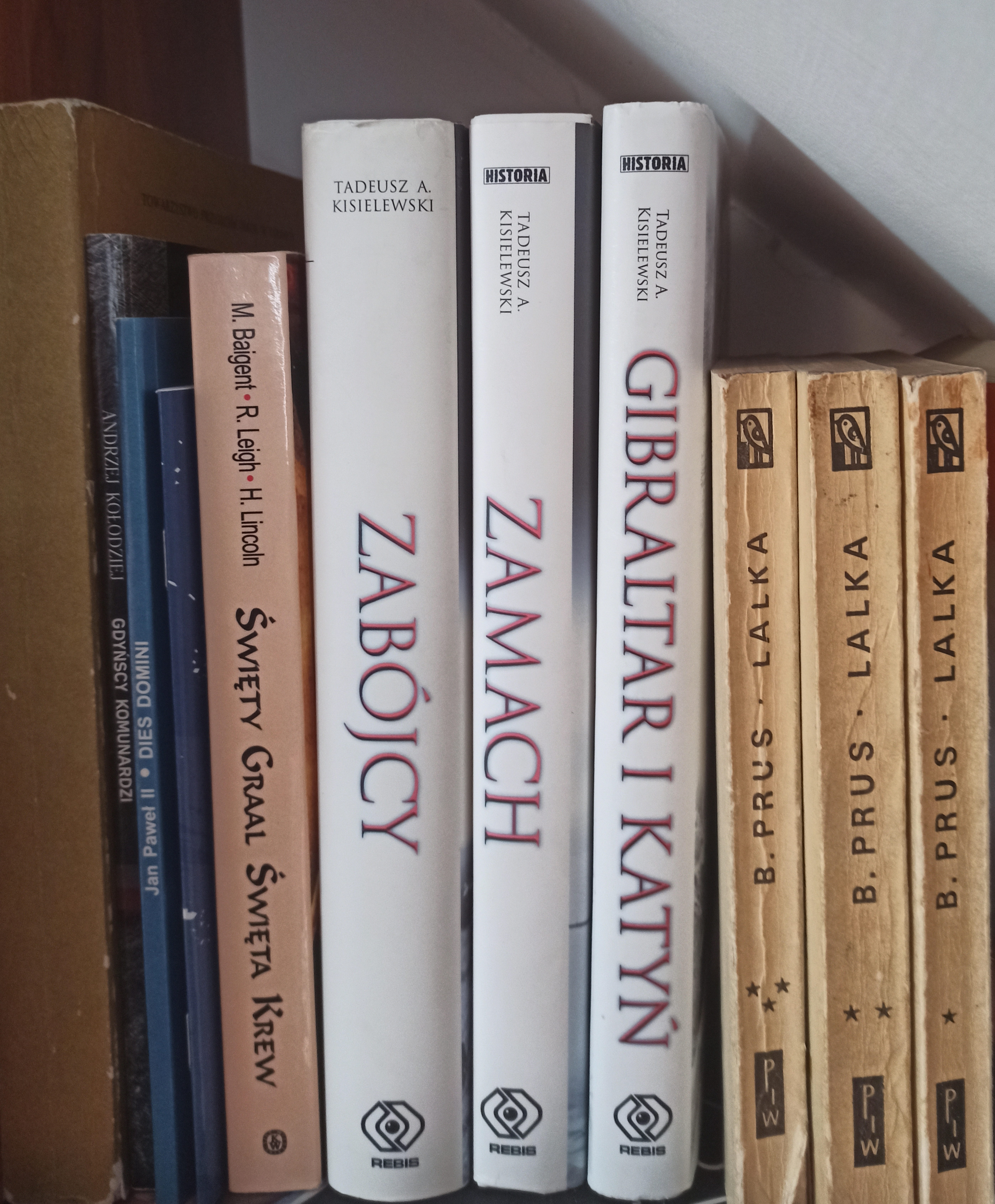
Wybór książek autorstwa Tadeusza Kisielewskiego

- Nowy konflikt globalny, Instytut Studiów Politycznych Polskiej Akademii Nauk, 1993
- Rosja – Chiny – NATO. Średnioterminowe perspektywy rozwoju sytuacji geostrategicznej, Adam Marszałek, 2002
- Imperium Americanum? Międzynarodowe uwarunkowania sprawowania hegemonii, Trio, 2004
- Schyłek Rosji, Rebis 2007
- Wojna Imperium. Większy Bliski Wschód w amerykańskiej wojnie z terroryzmem, Sprawy Polityczne 2008
- Nafta znowu zmieni świat, Rebis 2013
- Zamach. Tropem zabójców generała Sikorskiego, Rebis 2005
- Zabójcy. Widma wychodzą z cienia, Rebis 2006 (kontynuacja powyższej)
- „Gibraltar ‘43”. Jak zginął generał Sikorski?, Świat Książki 2007
- Katyń. Zbrodnia i kłamstwo, Rebis 2008
- Gibraltar i Katyń, Co kryją archiwa rosyjskie i brytyjskie?, Rebis 2009 (kontynuacja trzech książek „Zamachu” z 2005, „Zabójcy” z 2006 r. i „Katyń” z roku 2008)
- Pierwszy „polski” papież?, Rebis 2010
- Zatajony Katyń 1941. Nieznana tragedia polskich wojskowych, Rebis 2011
- Po zamachu, Rebis 2012
- Wielka wojna i niepodległość Polski, Rebis 2014
- Janczarzy Berlinga, Rebis 2014
- Wielka Wojna i niepodległość Polski, Rebis 2014
- Zabić księdza, Rebis 2015
- Churchill – najlepszy sojusznik Polski?, Rebis 2016
- Przesmyk suwalski. Rosja kontra NATO, Rebis 2017
- Piłsudski, Dmowski i niepodległość. Osobno, ale razem, Rebis 2018